# Frik
Frik (în armeană Ֆրիկ) a fost un poet armean din Evul Mediu care a trăit în secolul al XIII-lea și secolul al XIV-lea. El a trăit în timpul ocupației mongole a Armeniei.
Versurile sale au fost scrise în spiritul fatalismului religios; în același timp el a criticat clerul pentru ipocrizie și, chiar dacă a fost creștin, s-a îndoit de valorile creștinilor.

## Biografie
Frik a trăit în perioada anilor 1230 până în anii 1310. Nu se știe dacă Frik era numele său real. Mulți cred că numele său era un pseudonim sau o prescurtare a numelui său original. Învățatul armean, Zhamkochian, a identificat locul de naștere al lui Frik și a ajuns la concluzia că el sa născut în Armenia occidentală. Zhamkochian a observat că scrisul său armean era foarte asemănător limbii folosite în Regatul Armean al Ciliciei, așa că a considerat că acest regat este locul său de naștere. Se spune că mai mult de 50 de poezii ale lui Frik au supraviețuit de-a lungul anilor. Unele dintre poeziile sale sunt Din Protest, Un extras și Cântec.

## Poezii
Câteva poezii ale lui Frik au fost publicate pentru prima oară în 1930. Două dintre cele mai cunoscute poezii ale sale au fost Plângere față de Hristos și Împotriva destinului. Ambele poezii conțin îndoieli puternice față de credința religioasă și pun la îndoială valorile celor care se numesc "creștini" și care nu acționează conform cuvintelor sau credințele lor.
Opera lui Frik a fost considerată poezie armeană medievală, deoarece era de origine armeană și a apărut la două secole după ce Imperiul Mongol a zdrobit curtea regală armeană Bagratuni în timpul invaziei. O mare parte din inspirația sa a provenit din modul în care puterea politică poate fi folosită adesea în mod greșit, în loc de a oferi indivizilor egalitate și libertate. El a fost și creștin, dar a pus la îndoială credința sa din cauza negativității promovate de clerul bisericii.

## Vezi și
- Listă de armeni